# Jayme Sirotsky
Jayme Sirotsky OMM (Passo Fundo, 13 de outubro de 1934) é um empresário brasileiro do ramo da comunicação.
É Presidente Emérito e acionista do Grupo RBS , principal empresa multimídia do Sul do Brasil.

## Biografia
Filho de José Sirotsky e Rita Birmann Sirotsky , imigrantes judeus oriundos da Bessarábia (então província da Rússia e atual Moldávia) que se instalaram no Rio Grande do Sul em 1913, Jayme Sirotsky nasceu em Passo Fundo e estudou no Instituto Educacional de sua cidade natal, mantido pela Igreja Metodista norte-americana do Texas. Como presidente da União Passo-Fundense de Estudantes, participou do movimento que criou a Faculdade de Direito da cidade, núcleo da atual Universidade de Passo Fundo. Aos 21 anos, mudou-se para Porto Alegre com a família. Em 1959, casou-se com Marlene Gershenson, sua ex-colega na Faculdade de Direito de Passo Fundo, com quem teve três filhos: Marcelo, Sérgio e Milene. Marlene faleceu em 2010. Jayme casou-se novamente em 2018 com a professora Luíza Mariano da Rocha Silla.
No início de sua carreira profissional, juntamente com o irmão Maurício Sirotsky Sobrinho, fundou a agência de propaganda Mercur Publicidade. Após passagem pela administração de outra empresa familiar, a Sibisa – Sirotsky e Birmann S.A., Jayme voltou a associar-se ao irmão na Rádio Gaúcha, fundada em 1927 e adquirida pela família Sirotsky em 1957, e mais tarde também na TV Gaúcha, inaugurada em 1962, veículos que deram origem ao Grupo RBS. A partir daí, dedicou-se inteiramente à comunicação. Passou a desenvolver operações na empresa como Vice-Presidente Executivo e a representá-la em cursos e eventos em vários países. Nessa condição, com fluência em vários idiomas, participou de feiras e organizações internacionais importantes para a evolução da comunicação.
Em 1986, assumiu a presidência do Grupo RBS após o falecimento do irmão Maurício Sirotsky Sobrinho. Cinco anos depois, transmitiu o comando da RBS TV ao sobrinho Nelson Sirotsky e assumiu a presidência do Conselho de Administração da empresa. Em 2008, deixou a presidência do Conselho e passou a exercer o cargo honorífico de Presidente Emérito do Grupo.
Entre as várias condecorações e honrarias que recebeu no Brasil, foi agraciado em 1991 pelo governo brasileiro com a Ordem do Mérito Militar no grau de Oficial especial.
Com intensa participação associativa em entidades jornalísticas ao longo de sua carreira, Jayme Sirotsky sempre foi reconhecido por seus pares como referência na defesa da liberdade de imprensa e da ética na comunicação. Eleito presidente da Associação Nacional de Jornais (ANJ) por dois mandatos, de 1992 a 1994, liderou a aproximação da entidade com a Federação Nacional dos Jornalistas (Fenaj). Como vice-presidente da direção da Sociedade Interamericana de Imprensa (SIP), em 1994, teve papel de destaque na elaboração da chamada Carta de Chapultepec, cujos princípios norteiam até hoje a liberdade de imprensa nos países das Américas.
Em 1996, Jayme Sirotsky tornou-se o primeiro latino-americano a assumir a presidência da Associação Mundial de Jornais, entidade que congrega periódicos dos cinco continentes e que, na sua gestão, deixou de se chamar Federation International de Editeurs de Jornaux (Fiej) para ser conhecida como World Association of Newspapers (WAN). O cargo marca a culminância de uma longa vivência como membro ativo de entidades associativas, que começou no movimento estudantil e passou ainda por entidades regionais, como Associação Rio-grandense de Imprensa (ARI) e Associação Gaúcha de Emissoras de Rádio e Televisão (Agert), e nacionais, como Associação Brasileira de Emissoras de Rádio e Televisão (Abert) e Conselho Nacional de Autorregulamentação Publicitária (Conar), do qual foi um dos fundadores. Integrou ainda, na condição de vice-presidente, o Conselho Nacional de Comunicação do Senado Federal.
Atualmente, Jayme Sirotsky preside também o Instituto Jama, que fundou em 2009 inspirado nos valores éticos e culturais de seus antepassados. Trata-se de uma organização social sem fins lucrativos que investe recursos próprios do núcleo familiar do fundador em projetos focados na educação e no desenvolvimento humano.

## Atuação em entidades
- Membro do Conselho e do Comitê Executivo da Associação Mundial de Jornais[6]
- Presidente da Associação Nacional de Jornais[6]
- Conselheiro da Escola Superior de Propaganda e Marketing[6]
- Membro do Comitê Executivo e Conselho da Sociedade Interamericana de Imprensa[6]
- Membro fundador do Código Nacional de Auto Regulamentação Publicitária[6]

### Prêmios
- Prêmio ABA de Contribuição à Propaganda[7]